# Deserto libico-nubiano

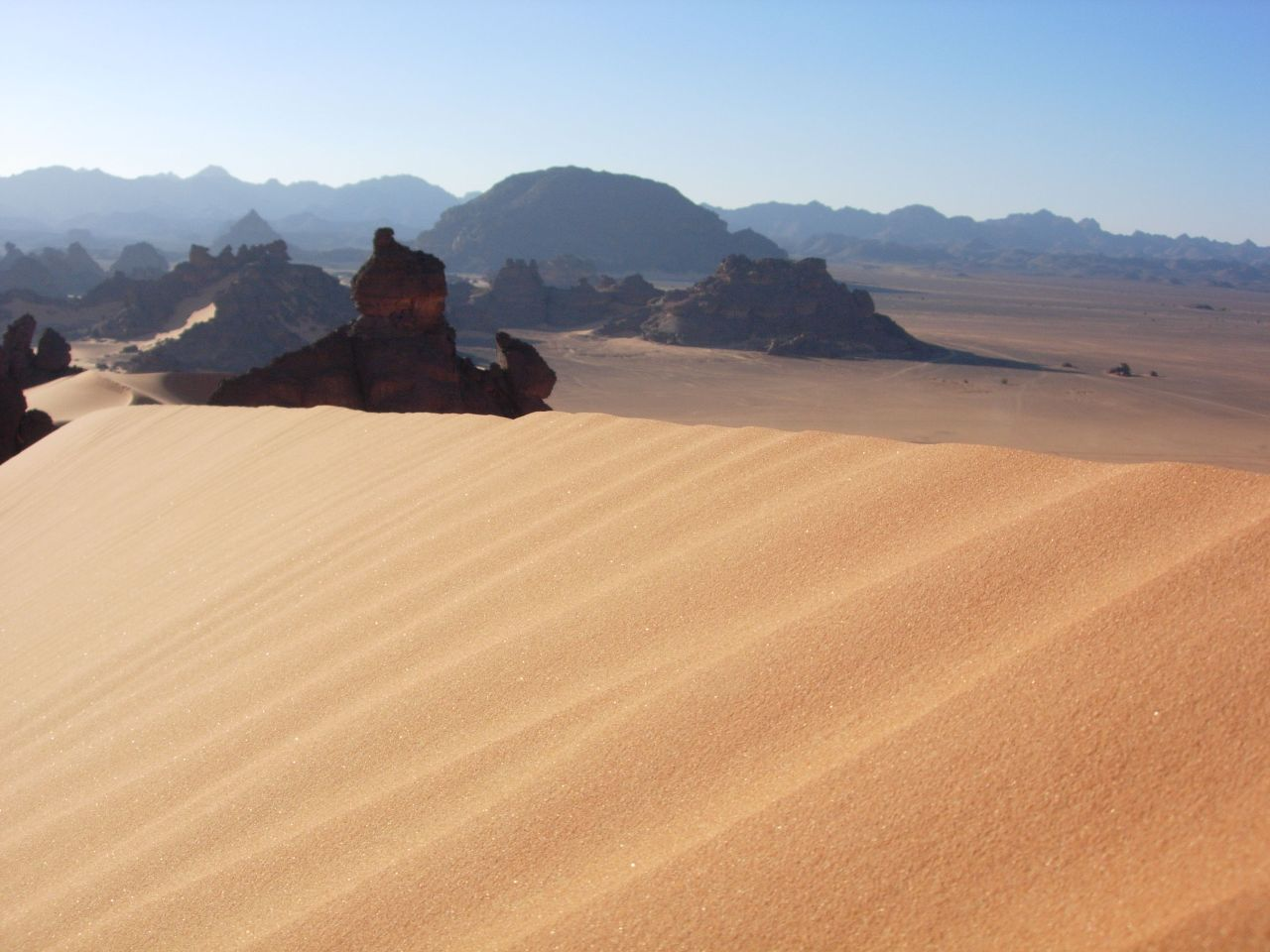
Deserto libico

Il deserto libico-nubiano (in arabo الصحراء الليبية‎?, al-Ṣaḥrāʾ al-Lībiyya) costituisce la parte nord-orientale del deserto del Sahara compresa fra la Libia, l'Egitto e il Sudan, delimitato a nord dal Mediterraneo, a est dal fiume Nilo e a sud dalle rocce del Tibesti in Ciad e dal massiccio del Darfur e la piana di Khartoum in Sudan.
A partire dalla seconda guerra mondiale, la parte nord orientale del deserto libico che si trova in Egitto, è solitamente denominata deserto occidentale (al-Ṣaḥrāʾ al-Gharbiyya) in quanto a occidente del Nilo.

## Geografia

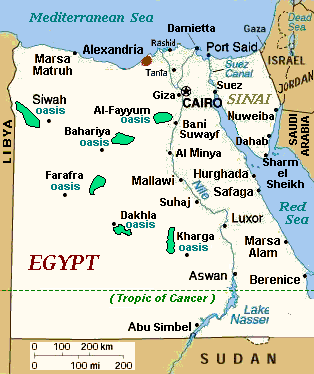
Oasi del deserto occidentale egiziano

Il deserto libico copre un'area pressoché rettangolare di circa 1.100.000 km² che si estende per circa 1.100 km da est a ovest, e circa 1.000 km da nord a sud.
La parte centrale di questo deserto è estremamente arida e in alcune zone vi sono periodi di 20-30 anni, senza precipitazioni. Non vi sono fiumi e con l'esclusione delle poche oasi non vi sono insediamenti umani, anche le strade o piste sono relativamente esigue. Questo spiega il motivo per cui un numero relativamente limitato di persone vi si avventurano, in contrasto con la parte occidentale del Sahara, dove le strade ed una maggiore densità di oasi rendono più agevole l'attraversamento.
La parte nord orientale è composta da una piatta pianura dolcemente inclinata verso il Mar Mediterraneo. Gli stati rocciosi inclinati sono stati erosi dal vento nella parte a sud formando delle scarpate che corrono parallele al mare e raggiungono alcune centinaia di metri d'altezza. Alla base di queste scarpate l'erosione del vento ha formato delle depressioni. La maggiore è quella di Qattara dove si raggiunge il punto più basso dell'intero Sahara (-133 m.) ed il secondo punto più basso dell'Africa.
La sabbia erosa dal vento nel corso dei tempi è stata spostata e accumulata in dune alte anche alcune centinaia di metri d'altezza. Questo Grande Mare di sabbia occupa la maggior parte della parte nord-orientale del deserto libico a sud delle oasi di Siwa e ad ovest di Bahariya e Farafra.
Più a sud si trova la pianura di Selima composta di sabbia granulosa che occupa la parte sud orientale del deserto libico, dal tropico del Cancro fino al Sudan settentrionale. A nord una propaggine Grande Mare di sabbia si prolunga verso ovest occupando tutta la pianura in Libia, dove prende il nome di Calanascio Sand Sea. Questa zona di ampie dune sabbiose prosegue verso sud con il nome di Rebiana Sand Mare che occupa quindi il bordo occidentale del deserto libico.
Le poche oasi si trovano principalmente nel territorio egiziano: Siwa, Fayyum, Bahariya, Farafra, Dakhla e Kharga. Le oasi in territorio libico sono: Giarabub, Gialo, Cufra, Tazerbo e Rebiana. Nella zona a sud intorno alla convergenza delle frontiere egiziano - sudanesi - libiche si trovano degli altopiani rocciosi. Il Gilf Kebir si innalza di circa 300 metri sopra la pianura circostante. Ha una superficie di circa 40 000 km² ed una struttura simile a quella degli altri altopiani di arenaria del Sahara centrale.
A sud del Gilf Kebir si trovano i massicci di Arkenu, Uweinat e Kissu. Queste montagne di granito sono molto antiche, la loro conformazione ad anello è molto simili a quella del massiccio dell'Aïr nel Niger. Il Nilo con la sua valle costituisce il confine orientale di quest'area desertica e praticamente risulta esserne l'unica via di trasporto efficace per uomini e merci        .